# Гармоні Тауншип (округ Форест, Пенсільванія)
Гармоні Тауншип (англ. Harmony Township) — селище (англ. township) в США, в окрузі Форест штату Пенсільванія. Населення — 468 осіб (2020).

## Демографія
Згідно з переписом 2010 року, у селищі мешкало 666 осіб у 299 домогосподарствах у складі 192 родин. Було 916 помешкань
Расовий склад населення:
| - 99,2 % — білих - 0,3 % — азіатів - 0,2 % — корінних американців |

До двох чи більше рас належало 0,3 %. Частка іспаномовних становила 0,2 % від усіх жителів.
За віковим діапазоном населення розподілялося таким чином: 16,7 % — особи молодші 18 років, 59,0 % — особи у віці 18—64 років, 24,3 % — особи у віці 65 років та старші. Медіана віку мешканця становила 50,9 року. На 100 осіб жіночої статі у селищі припадало 122,7 чоловіків;  на 100 жінок у віці від 18 років та старших — 122,9 чоловіків також старших 18 років.
Середній дохід на одне домашнє господарство  становив 41 858 доларів США (медіана — 35 000), а середній дохід на одну сім'ю — 55 072 долари (медіана — 47 000). Медіана доходів становила 33 250 доларів для чоловіків та 26 250 доларів для жінок. За межею бідності перебувало 10,6 % осіб, у тому числі 58,5 % дітей у віці до 18 років та 3,1 % осіб у віці 65 років та старших.
Цивільне працевлаштоване населення становило 148 осіб. Основні галузі зайнятості: освіта, охорона здоров'я та соціальна допомога — 33,8 %, роздрібна торгівля — 15,5 %, будівництво — 11,5 %, мистецтво, розваги та відпочинок — 8,1 %.